# Guadalupe (Nuevo León)
Guadalupe is een stad in Nuevo León, in het noorden van Mexico. Het is een voorstad van Monterrey en heeft 724.949 inwoners.
Guadalupe werd gesticht in 1719. Daarvoor was het echter al lange tijd bewoond. Veel van de inwoners van Guadalupe komen oorspronkelijk uit Tlaxcala, de stad stond dan ook een tijdje bekend als Nieuw-Tlaxcala.
In Guadalupe staat het Estadio BBVA Bancomer, sinds 2015 het thuisstadion van CF Monterrey.
Apodaca · Escobedo · García · Guadalupe · Juárez · Monterrey · Santa Catarina · San Nicolás de los Garza · San Pedro Garza García